# Hospital Raja Isteri Pengiran Anak Saleha
El Hospital Raja Isteri Pengiran Anak Saleha es el hospital nacional del sultanato de Brunéi. Fue inaugurado oficialmente el 28 de agosto de 1984.
Se encuentra en un espacio de 170.000 metros cuadrados (42 acres), a aproximadamente 0,8 km del centro de la capital, Bandar Seri Begawan.
El hospital cuenta con más de 600 camas y ofrece una amplia gama de servicios a la población local. La asistencia sanitaria en el sector público es gratuito para los ciudadanos de Brunéi y trabajadores de gobiernos extranjeros.